# ジャン・ユボー
ジャン・ユボー（Jean Hubeau, 1917年7月22日 パリ - 1992年8月19日 パリ）は、フランスのピアニスト・音楽教師・作曲家。

## 生涯
9歳でパリ音楽院への入学を許され、作曲をポール・デュカスに、ピアノをラザール・レヴィに、和声法をジャン・ギャロンに、対位法をノエル・ギャロンに師事。1930年にわずか13歳でピアノ科の首席となる。1934年に自作のカンタータ《ルクマニの伝説（La légende de Roukmani）》によりローマ大賞音楽部門の次点に入選（優勝者はウジェーヌ・ボザであった）。翌1935年にはルイ・ディエメ賞を獲得する。　
1942年にクロード・デルヴァンクールがパリ音楽院院長に転出したために、ヴェルサイユ音楽院の院長職が空席となると、その職務を提供される。さらに1957年から1982年まで、パリ音楽院室内楽科の教授も務めた。著名な門弟にジャック・ルヴィエやオリヴィエ・シャルリエ、ソニア・ヴィエデール＝アサートンらがいる。
ソリストとしても室内楽奏者としても著名なピアニストであり続けたことから、終生にわたって、アナログ時代からデジタル時代にかけて膨大な録音を残した。たとえばフォーレやショーソン、デュカスのピアノ曲全集、シューマンの室内楽曲集、ピエルネやヴィエルヌの室内楽曲といった音源が遺されている。